# BINGO GALAXY
『BINGO GALAXY』（ビンゴギャラクシー）は、2007年に稼動を開始した業務用のメダルゲームで、『BINGO CIRCUS』から20年近くにわたって続いているセガ（後のセガ・インタラクティブ）のビンゴゲームシリーズの通算4作目である。前作『BINGO PARADE』から行われているナビゲーションシステムの声を担当しているのは子安武人である。

## 筐体構造
RETURNを中心に、1から25までの番号が書かれた穴が三重丸状に配置された、すり鉢状のターンテーブルをメインフィールド（抽選機構）とし、当該フィールドを8つのステーション（正式名称はサテライト（プレイヤーがゲームに参加するために利用する機器））が囲むように配置されている。
番号の配列は、一番外側に1から10、その一段内側に11から20、さらに一段内側に、21から25の番号が、時計回りで割り当てられている。
ボールは外側から回り、速度が落ちると内周を何周もするため、内周の番号が比較的入りやすくなっている。

## 遊び方
ルールは、基本的には以下の通りである。
1. メダルを投入する。画面中央には、ビンゴカードが表示されている。
2. BETボタンを押下し、メダルを賭ける。なお工場出荷時の設定として、エントリーベット（ゲームに参加するために最低限必要な賭けメダル量）は10枚であるため、最初は1BETボタンは点灯しない。(ただし、最低限必要な賭けメダル量が5枚などの場合は1BETボタンが点灯している場合もある。)
3. フィーチャーの条件、オッズが抽選される。もし、結果として表示された条件に満足できない場合は、追加でメダルを賭けることによって、条件を挙げるか否かの抽選を受けることが可能である（ただし締め切りまで）。
4. 最低ベットが1枚からの仕様となっている場合、10枚のメダルがBETされるまで、カードの全てのラインが有効とならないため、確率的に不利な状態でゲームを行わなければいけない。
5. ベットが締め切られるとゲームが開始され、3球の玉が盤面に投入される。RETURNされた玉は、文字通り再投入されるため、3球確定するまで投入は行われる。
6. (4)の間、プレイヤーは四隅のそれぞれ4カ所の番号を、ゾーン別に割り当てられたボタンを押下することにより、回転させることができる（今作では、フィーチャーにより、ゾーンの割り当てが3種類に分かれている）。この回転は、3球確定後、4球目を投入する直前まで行え、移動が不可能になる10秒程度前から、「まもなく移動できなくなるぞ！」と、声と画面表示でそれぞれ警告がなされる。（カウントダウンもされる）
7. 続いて4球目の球が、1個だけ投入される。このときの球の色は、黄か緑である。この球がRETURNとなった場合は、再度球が投入されるが、このときの球の色は常に抽選されるため、先に出た球が黄色であったとしても、RETURN後に投入される球が黄色である保証はない。また逆に、先に出た球が緑色であっても、RETURN後に投入される球が黄色となる場合もある。
8. 4球目が確定すると、5球目の球が1個だけ投入される。このときの球の色は、赤か緑である。この球がRETURNとなった場合の扱いは、4球目と同様である（色はどっちか出るまで分からない）。
9. 5球目が確定するとゲーム終了となり、決定された数字の並び及びパターンにより、あらかじめ決定されたオッズを受け取ることができる。あまりにも大量である場合は、サテライトが停止し、係員によってメダルの払い出しを受けるよう表示がなされる場合がある。

なお、メダルゲーム機に共通のルールとして、獲得メダルがクレジットにカウントされる（または大量の当選枚数を係員に払いだすよう表示する）時点が「配当の確定」であり、「配当の確定」までに何らかの理由でゲームが停止した場合は、最初にBETを行った枚数だけが返却されるため、注意が必要である。(店舗により取り扱いが異なる場合もある)。
ちなみに、1ゲームでの最高配当は理論上16万枚である。（ライドゲームのベット上限が2000BETの場合）

## オッズ
このゲームは、ビンゴカードの番号が3つ以上連続して並ぶことが出来れば配当となる。（ただし例外有）
3スポット、4スポット、5スポットビンゴの配当は以下の通りになっている。
最後のオッズの5スポットのところのみ他のポケットの配当よりも格段に枚数が上がっている。
| オッズの色 | 3スポット | 4スポット | 5スポット |
| ---------- | --------- | --------- | --------- |
| 紫         | 300       | 900       | 3000      |
| 紫         | 290       | 870       | 2320      |
| 紫         | 280       | 840       | 2240      |
| 紫         | 270       | 810       | 2160      |
| 紫         | 260       | 780       | 2080      |
| 紫         | 250       | 750       | 2000      |
| 赤         | 240       | 720       | 1920      |
| 赤         | 230       | 690       | 1840      |
| 赤         | 220       | 660       | 1760      |
| 赤         | 210       | 630       | 1680      |
| 赤         | 200       | 600       | 1600      |
| 赤         | 190       | 570       | 1520      |
| 黄         | 180       | 540       | 1440      |
| 黄         | 170       | 510       | 1360      |
| 黄         | 160       | 480       | 1280      |
| 黄         | 150       | 450       | 1200      |
| 黄         | 140       | 420       | 1120      |
| 黄         | 130       | 390       | 1040      |
| 緑         | 120       | 360       | 960       |
| 緑         | 110       | 330       | 880       |
| 緑         | 100       | 300       | 800       |
| 緑         | 90        | 270       | 720       |
| 緑         | 80        | 240       | 640       |
| 緑         | 70        | 210       | 560       |
| 青         | 60        | 180       | 480       |
| 青         | 50        | 150       | 400       |
| 青         | 40        | 120       | 320       |
| 青         | 30        | 90        | 240       |
| 青         | 20        | 60        | 160       |
| 青         | 10        | 30        | 80        |

オッズの色に応じてサテライト上部のライトがオッズの色に変化する。
稀にオッズがベット*2、*6、*16といった倍率もある。（その場合は白色オッズ）だが、比較的止まる確率は少ない。（そのオッズを通り過ぎてしまうことが多いため）

## フィーチャー
BINGO CIRCUSを諸源とするビンゴマシンでは、プレイヤーに有利（ごくごく一部の例外あり）となるフィーチャーが用意されている。本項ではこれについて説明する。
それぞれのフィーチャーは、点灯し（条件が表示され）た場合のみ有効であり、点灯しないフィーチャーについては、当該ゲームにおいて無効となる。また、点灯していた場合であっても、成立の見込みがなくなった場合には、「×」表示される。
フィーチャーには上位と下位が存在し、上位の場合は下位よりも優位にビンゴが成立しやすくなったり、オッズアップを望む事が出来る。下位のフィーチャーが点灯しても追加ベットするにより上位に移行させる事は可能だが、系統内の系列変更はない。移動系フィーチャーには上位下位は存在しない。
今作では、発生時点で有効となるもの、3球目までの結果に応じて発動するもの、4球目の結果で発動するもの、5球目の結果で発動するものに分類することができ、また内容も多彩になったため、それぞれに分けて記述することにする。

### 自動有効
以下のフィーチャーは、表示された時点で有効となる。分類すると、番号移動のルールを変更させる「移動系」、有効ラインを追加する「スラッシュ系」、そしてこのシリーズではおなじみの「4コーナー系」となる。
- 移動系

4-DIAMOND
番号の移動パターンを変化させる。変化後の各ゾーンは菱形になり、番号を2つのゾーンで共有する部分が出現するため、ゾーン間で番号を移動することができるようになる。
5-SPOTS
番号の移動パターンを変化させる。各ゾーンに移動可能な番号が1つずつ加わる。
- 有効ライン追加系

スラッシュ
下位；SLASH BINGO
斜めラインに対して、4並びの斜めラインを採ることができる部分4本の有効なラインを追加する。
上位：FULL SLASH BINGO
上記に加えて、3並びの斜めラインを採ることができる部分4本の有効なラインを追加する（追加は合計8本）。
4コーナー
下位：4 CORNER,上位：HI-RATE 4 CORNER
カードの角にあたる4スポットを有効にした場合に配当が得られる。通常のオッズは3並びの配当の3倍（4並び相当）であるが、HI-RATEとなった場合はその倍の配当が得られる。よほどのことがない限り、前作よりも低めの配当になると考えてよい。
･自動有効系は、移動系と有効ライン追加系の同時点灯が可能。

### 緑系統
緑系統は、1,2,3球目が、すべて5の倍数に入らない場合に成立する。その可能性は（20/25*19/24*18/23）=49.56%（おおよそ半分）となっている。
- 自動有効系

下位：BONUS FREE
成立時に、ビンゴカード中心の上下左右合計4箇所のうち、ランダムで1箇所が自動的に有効となる。
3球確定後、自動有効する場所がスポットになっている場合は、その部分の有効抽選を外して残りの部位で有効抽選を行う。
上位：BONUS CENTER
成立時に、ビンゴカードの中心が自動的に有効となる。
- ライン系

下位：SUPER LINE
配当が2倍になるラインを2本追加して合計4本にする。
上位：HYPER LINE
配当が2倍になるラインを3倍ラインに変更し、3倍ラインを2本追加して合計4本にする。

### 黄系統
黄系統は、4球目に黄色の球が登場し、これが5の倍数に入った場合に成立する。オッズが上昇するケースと数字が有効になるケースに分かれるが、赤と違うのは数字が有効になるケースでは、カード上の位置に関係なく、当該番号が有効になるという点である。
- オッズアップ系

下位：ODDS UP
直ちに全ての配当が2倍になる。
上位：SUPER ODDS UP
直ちに全ての配当が3倍になる。
- 同時有効系

下位：W-NUMBERS
入った番号と、数字順の次番号が同時に有効となる。25に入った場合は、「25と1」になる。
上位：T-NUMBERS
入った番号と、数字順の前後番号が同時に有効となる。25に入った場合は、「24と25と1」になる。

### 赤系統
赤系統は、5球目に赤色の球が登場し、これが5の倍数に入った場合に成立する。基本的に複数の数字を同時に有効にするため、「何もないところからいきなり3並び」というケースや「両端が有効な状態から中心にフィーチャーが成立したために5並びが完成」というケースなど、かなり破壊力が大きいフィーチャーになっている
以下のフィーチャーは全て「ビンゴカード上での位置関係」を示し、番号は直接関係を持たない。
- 横列有効系

下位：RED SIDE
入った番号の左右にある番号も有効となる。
上位：RED CROSS
入った番号の上下左右にある番号も有効となる。
- 縦列有効系

下位：RED LENGTH
入った番号の上下にある番号も有効となる。
上位：RED X
入った番号の斜め4箇所にある番号も有効となる。

## ルーレットチャンス
ベット締め切り後のゲームスタート前にランダムで「ルーレットチャンス発生」の声と共に盤面上部のランプが点滅し（2ヶ所）、点滅が各サテライトを時計回りに回転する。ランプの回転が停止し当選するとオッズがSUPERかHYPERの状態になる。但し、どこかのサテライトがボーナスゲームの場合は、ルーレットチャンスは発生しない。
1. SUPER
3並びのオッズが3倍、4並びが5並びと同等のオッズになり、4コーナーの配当が3倍になる
2. HYPER
3並び4並びのオッズが5並びと同等のオッズになり、4コーナーの配当が8倍になる

## ボーナスゲーム
前作ではポイントを集めることによってボーナスゲームを楽しむことができたが、今作のボーナスゲーム条件は一風変わっている。画面左上に「もう一つのビンゴカード」(正式名称はボーナスカード)が表示されており、ビンゴを完成させるとトリガー（ビンゴを完成させることになったボール）の番号が有効となる。このトリガー番号のみで「ボーナスカード」に5並びビンゴを完成させると、次のゲームがボーナスゲームとなる。また、ベットをしなくてもボーナスゲームに参加出来る。
ボーナスゲームのフィーチャーは以下のとおりである。
1. COLOR BONUS
緑系統・黄系統・赤系統のフィーチャーが成立していく度に、指定された配当を獲得出来ると言う仕組みのボーナス。条件が中断されない限り配当のランクが上がって行く。最高配当は9,999枚である。
＜中断理由＞
  1. 3球目までにボールが5の倍数のポケットに入る
  2. 4球目に緑色の球がポケットに入る
  3. 4球目の黄色い球が、5の倍数以外のポケットに入る
  4. 5球目に緑色の球がポケットに入る
  5. 5球目の赤い球が、5の倍数以外のポケットに入る
2. BONUS FEATURE
基本的に自動有効（移動系）・自動有効（4コーナー・スラッシュビンゴ）・緑系統・黄系統・赤系統のグループから各1つずつ下位のフィーチャーが選択される。

SUPER STAGE
通常ゲーム中「ボーナスカード」に複数ラインのビンゴが完成する、または、ボーナスゲーム中に「ボーナスカード」をビンゴさせると、ボーナスゲームの2連続目以降は「SUPER STAGE」になる。この場合、BONUS FEATUREからの選択はすべての系統で上位のフィーチャーが選択され、緑系統が「BONUS CENTER」か「HYPER LINE」、黄系統が「SUPER ODDS-UP」か「T.NUMBERS」、赤系統が「RED CROSS」か「RED X」と、フィーチャーが有効になれば大量獲得に繋がるゲームになる。
尚、ボーナスゲーム中のビンゴオッズは自動的に決定される。追加ベットをしてもカラーボーナスの配当が上がるだけでビンゴオッズは上がらない。
ボーナスゲームの配当はどんどん上がっていく仕様になっているが、サテライト上部のライトの色が、青→緑→黄→赤→紫の順番でオッズの期待度が上がる。（光った色のオッズのどこかで止まる）

## ライドゲーム
前回のゲームで獲得した全てのメダルをベットすると行う事が出来るゲームである。（初期設定でのベットは1000までで余りはクレジットされる）特徴は、このライドゲームだけでしか獲得出来ないJACKPOTがある事と、追加フィーチャー一切無しの孤立無援状態でプレイする事である。基本フィーチャーである4球目投入前までのナンバーの移動と、2本のスーパーライン上でビンゴした際の配当2倍は残る。
ボーナスゲーム突入ゲーム、2連続目以降のボーナスゲーム、ボーナスゲーム終了直後の通常ゲーム、この3ヶ所ではライドゲームをする事は出来ない。
配当は、3つ揃いビンゴの枚数がBET枚数の1.5倍・2倍・3倍・5倍のいずれかからルーレットでランダムに決定される。この為、ビンゴすれば確実にメダルを増やす事が出来る。尚、4つ揃いビンゴは3つ揃いビンゴの配当の3倍、5つ揃いビンゴは3つ揃いビンゴの8倍となる。

## JACKPOT
JACKPOTにはノーマルとSUPERの2種類があり、ライドゲームをする事が当選条件の1つで、そのゲームのビンゴカードで指定された場所をスポットさせるとJACKPOTに当選する。
- 当選条件

JACKPOT
ビンゴカートの最上段中央・最下段中央・左端中央・右端中央の4マスをスポットさせる
SUPER JACKPOT
ビンゴカートの最上段中央・最下段中央・左端中央・右端中央・中心の5マスをスポットさせる
JACKPOTの配当はBETの50倍で固定され、SUPER JACKPOTの配当は3万枚で固定されるようになった。但し、BETが600枚を超える場合はJACKPOTの配当がSUPER JACKPOTの配当を上回る為、5スポットさせるSUPER JACKPOTの表示は無くなり、4スポットのJACKPOTがSUPER JACKPOTになり配当がBET×50になる。

## トラブル
セガ・インタラクティブは2015年9月に、DXタイプとSTDタイプの筐体（Bingo Parade機からの仕様変更を含む）において液晶モニター電源端子部が溶解している事案が発生していた事を受けて、一部ロットにおいて液晶モニター用電源ハーネスを無償で交換する事を発表した。セガ・ロジスティクスサービスは2015年11月まで対象ロットの液晶モニター用電源ハーネスの無償交換を実施する。